# Mahmud Freihat
Mahmud Freihat (Jerash, 1º gennaio 1960) è un generale giordano.
Dal 2 ottobre del 2016 è presidente dello stato maggiore congiunto delle Forze armate giordane.